# Giovanni Minio da Morrovalle
Giovanni Minio da Morrovalle (ur. ok. 1230/40, zm. w połowie kwietnia 1313) − włoski duchowny katolicki, franciszkanin, kardynał.
Pochodził z Morrovalle koło Maceraty. Wstąpił do zakonu franciszkanów w prowincji Marche i w 1280 został skierowany na studia teologiczne do Paryża. W 1289 uzyskał tytuł magistra i został profesorem teologii na uniwersytecie paryskim. Zyskał sławę jako teolog. W 1296 roku został wybrany na generała zakonu franciszkanów; sprawował tę funkcję do 1304. W 1297 wspólnie z generałem zakonu dominikanów Niccolò Boccasini (przyszłym papieżem Benedyktem XI) mediował z ramienia papieża Bonifacego VIII pomiędzy Francją, Anglią i Flandrią.
Papież Bonifacy VIII na konsystorzu celebrowanym 15 grudnia 1302 mianował go kardynałem-biskupem Porto e Santa Rufina. Uczestniczył w konklawe 1303 i Konklawe 1304–1305. W kurii papieskiej zajmował się ocenianiem nominacji na biskupów i opatów, a od 1307 był także protektorem zakonu franciszkanów. Uczestniczył w Soborze we Vienne 1311–12, broniąc na nim pamięci Bonifacego VIII przed atakami króla Francji Filipa Pięknego. Zmarł w Awinionie między 13 a 18 kwietnia 1313.